# Камыль
Камы́ль (от адыг. камыль — тростник) — адыгская продольная открытая флейта, обычно изготавливаемая из ружейного ствола. Судя по названию, первоначально изготавливалась из тростника. Длина около 70 см. В нижней части трубки имеются 3 игровых отверстия. Звукоряд диатонический в объёме кварты, при передувании достигает октавы и более.
Использовался пастухами для исполнения различных наигрышей и песен (нередко в сопровождении шичепшина и пхачича), а также для аккомпанемента молодёжным хороводным танцам.